# Общие начала назначения уголовного наказания
Общие начала назначения уголовного наказания — правовые принципы, закрепляемые в уголовном законодательстве, определяющие механизм принятия решения судом при выборе конкретного вида и размера наказания, назначаемого лицу, совершившему преступление. Следование данным принципам позволяет назначить лицу справедливое наказание и обеспечивает достижение целей наказания.

## Закрепление в законодательстве стран мира
Нормативная регламентация общих начал назначения наказания характерна для уголовных кодексов большинства стран мира. Так, они присутствуют в УК стран постсоветского пространства, государств, образованных на территории бывшей Югославии, Албании, Андорры, Болгарии, Боливии, Венгрии, Вьетнама, Германии, Дании, Испании, Италии, КНР, Колумбии, Кубы, Лаоса, Мексики, Перу, Польши, Республики Корея, Румынии, Сальвадора, Сан-Марино, Франции, Швеции. Отсутствуют соответствующие нормы в УК Бельгии, Нидерландов, Норвегии, Парагвая, Японии. Также они не получили нормативного закрепления в большинстве стран с англо-американской системой права. В США соответствующие правила содержатся в Модельном законе о назначении и исполнении наказаний, принятом в 1978 году.

## Принцип законности наказания
Содержание принципа законности наказания состоит в том, что назначенное наказание должно находиться в пределах санкции статьи уголовного законодательства, устанавливающей ответственность за совершённое преступление, а при выборе конкретной меры наказания должны учитываться положения общей части уголовного права.
Требование учитывать при назначении наказания пределы, указанные в статье Особенной части уголовного кодекса, а также положения его Общей части, содержатся в уголовном законодательстве стран СНГ, Албании, Болгарии, Латвии, Литвы и Румынии. Менее конкретное требование учитывать при назначении наказания пределы, установленные законом, включено в УК Андорры, Боливии, Венгрии, Италии, Македонии.

## Принцип индивидуализации наказания
Принцип индивидуализации подразумевает назначение наказания, максимально соответствующего тяжести конкретного совершённого преступления, личности совершившего его преступника (в том числе с позиции возможного его исправления), иных смягчающих и отягчающих обстоятельств. Данный принцип закрепляется в законодательстве большинства стран романо-германской правовой семьи, хотя конкретные учитываемые обстоятельства отличаются от страны к стране:
Характер и степень общественной опасности совершённого преступленияУК стран СНГ, Албании, Андорры, Болгарии, Боливии, Федерации Боснии и Герцеговины, Венгрии, Вьетнама, Польши, Румынии.
Характер причинённого вреда и размер ущербаУК Беларуси, Боливии, Федерации Боснии и Герцеговины, Киргизии, Македонии, Польши, Сальвадора, Сан-Марино, Судана, Таджикистана, Туркменистана, Турции, Узбекистана и Швеции.
Данные о личности виновногоБез конкретизации (УК стран СНГ, Испании, Латвии, Литвы, Франции), обстоятельства жизни виновного и его личные качества (Андорра), степень общественной опасности лица (Болгария), «прошлая жизнь правонарушителя, его личные и экономические условия, качества, а также его поведение после совершения преступления, в особенности стремление загладить причинённый вред» (ФРГ), возраст, умственное состояние, личное и социальное положение виновного (Турция). Данные о личности принимаются во внимание не во всех государствах: законодательство таких стран, как Грузия, Китай, Эстония, Швеция и др., не указывает на необходимость принимать во внимание данные о личности преступника.
Смягчающие и отягчающие обстоятельстваТе страны, законодательство которых включает перечни отягчающих и смягчающих обстоятельств, а также Болгария, Венгрия, Германия, Грузия.
Влияние наказания на исправление виновного и условия жизни его семьиАзербайджан, Молдова, Россия, Туркменистан.
Влияние наказания на будущую жизнь осуждённого в обществеФРГ.
Общие и специальные (направленные на осуждённого) профилактические целиПольша.

## Принцип экономии уголовной репрессии
Экономия уголовной репрессии предполагает выбор судом наименее строгого наказания, достаточного для достижения целей привлечения лица к уголовной ответственности. Соответствующие положения содержатся в законодательстве большинства стран СНГ (кроме Узбекистана), Польши, США, Эстонии.
Так, УК РФ предусматривает, что более строгий вид наказания из числа предусмотренных за совершенное преступление назначается только в случае, если менее строгий вид наказания не сможет обеспечить достижение целей наказания (ст. 60). УК Туркменистана указывает, что «лицу, совершившему преступление, должно быть назначено справедливое наказание, необходимое и достаточное для его исправления» (ст. 56). УК Киргизии и УК Украины указывают, что назначенное наказание должно быть необходимо и достаточно для исправления лица и предупреждения новых преступлений.
УК Беларуси, Киргизии, Мексики, Польши и Эстонии ограничивают применение лишения свободы, указывая, что оно может применяться лишь если менее строгое наказание будет неэффективно. По УК Франции, назначение тюремного заключения без отсрочки его исполнения должно быть особо мотивировано судом (ст. 132-19).
Модельный закон о назначении и исполнении наказаний США предписывает применять лишение свободы в случаях, когда осуждённый имеет давнее уголовное прошлое и наказание необходимо для того, чтобы защитить общество от него, когда преступление является серьёзным и такого наказания требует соблюдение принципа справедливости, когда есть вероятность совершения аналогичного преступления другими лицами и требуется устрашение, когда менее строгие меры не дали эффекта.

## Общие начала назначения наказания в уголовном праве России
Согласно ст. 60 УК РФ, лицу, признанному виновным в совершении преступления, назначается справедливое наказание в пределах, предусмотренных соответствующей статьей Особенной части УК РФ, и с учетом положений Общей части УК РФ. 
Это означает, что суд должен правильно выбрать норму Особенной части УК РФ (статью, часть, пункт), подлежащую применению в конкретном случае, и строго руководствоваться её санкцией. Суд вправе выйти за пределы санкции лишь в строго установленных законом случаях: если имеются исключительные смягчающие обстоятельства (ст. 64 УК РФ), либо если лицом совершено несколько преступлений и общее наказание назначается по совокупности преступлений или совокупности приговоров (ст. 69 и 70 УК РФ). Кроме того, некоторые дополнительные наказания могут применяться, даже если они не указаны в санкции статьи Особенной части.
В числе норм общей части, которые должны учитываться при назначении наказания, входят как нормы, касающиеся самой возможности привлечения лица к уголовной ответственности и применения к нему наказания, так и нормы, непосредственно устанавливающие правила и пределы назначения наказания: например, положения главы 14 УК (ст. 87-96), устанавливающей особенности уголовной ответственности и наказания несовершеннолетних, нормы о соучастии, рецидиве и др.
Более строгий вид наказания из числа предусмотренных за совершенное преступление назначается только в случае, если менее строгий вид наказания не сможет обеспечить достижение целей наказания.
При назначении наказания учитываются характер и степень общественной опасности преступления и личность виновного, в том числе обстоятельства, смягчающие и отягчающие наказание, а также влияние назначенного наказания на исправление осужденного и на условия жизни его семьи.